# Лауреаты Сталинской премии в области литературы и искусства (1946)
В 1946 году были названы лауреаты премии за 1943—1945 годы в Постановлениях Совета Министров СССР «О присуждении Сталинских премий за выдающиеся достижения в области искусства и литературы за 1943—1944 годы» (опубликовано в газете «Правда» 27 января 1946 года) и «О присуждении Сталинских премий за выдающиеся работы в области искусства и литературы за 1945 год» (опубликовано в газете «Правда» 27 июня 1946 года).

## Премии за 1943—1944 годы

### а. Музыка

#### I. Крупные музыкально-сценические и вокальные произведения (опера, балет, оратория, кантата)
Первая степень — 100 000 рублей
1. Шапорин, Юрий Александрович, профессор МГК имени П. И. Чайковского — за ораторию «Сказание о битве за русскую землю» (1944)

Вторая степень — 50 000 рублей
1. Штогаренко, Андрей Яковлевич — за кантату «Украина моя» (1943)

#### II. Крупные инструментальные произведения
Первая степень — 100 000 рублей
1. Мясковский, Николай Яковлевич, профессор МГК имени П. И. Чайковского, — за квартет № 9
2. Прокофьев, Сергей Сергеевич — за симфонию № 5 и сонату № 8
3. Хачатурян, Арам Ильич — за симфонию № 2

Вторая степень — 50 000 рублей
1. Баланчивадзе, Андрей Мелитонович, профессор ТбГК, — за симфонию № 1
2. Попов, Гавриил Николаевич — за симфонию № 2
3. Раков, Николай Петрович, профессор МГК имени П. И. Чайковского, — за концерт для скрипки с оркестром
4. Фейнберг, Самуил Евгеньевич, профессор МГК имени П. И. Чайковского, — за концерт для фортепиано с оркестром

#### III. Произведения малых форм
Первая степень — 100 000 рублей
1. Глиэр, Рейнгольд Морицевич, профессор МГК имени П. И. Чайковского, — за концерт для голоса с оркестром
2. Захаров, Владимир Григорьевич — за песни «Слава Советской державе!», «Величальная И. В. Сталину», «Про пехоту», «Куда б ни шёл, ни ехал…», «Величальная В. М. Молотову», «Стань лицом на Запад», «Про Катюшу»

Вторая степень — 50 000 рублей
1. Шостакович, Дмитрий Дмитриевич, профессор МГК имени П. И. Чайковского, — за трио
2. Чемберджи, Николай Карпович — за струнный квартет
3. Новиков, Анатолий Григорьевич — за песни «Вася-Василёк», «Где Орёл раскинул крылья», «Ветер студёный», «Партизанская думка», «Пять пуль» и другие

#### IV. Концертно-исполнительская деятельность
Первая степень — 100 000 рублей
1. Голованов, Николай Семёнович, дирижёр
2. Гилельс, Эмиль Григорьевич, пианист
3. Квартет имени Бетховена в составе: Борисовский, Вадим Васильевич, Цыганов, Дмитрий Михайлович, профессора; Ширинский, Василий Петрович, Ширинский, Сергей Петрович, доценты МГК имени П. И. Чайковского
4. Мравинский, Евгений Александрович, дирижёр

Вторая степень — 50 000 рублей
1. Квартет имени Комитаса в составе: Асламазян, Сергей Захарович, Балабанян, Никита Карпович, Тер-Габриэлян, Авет Карпович, Териан Михаил Никитич
2. Пантофель-Нечецкая, Дебора Яковлевна, певица

### б. Живопись
Первая степень — 100 000 рублей
1. Герасимов Александр Михайлович — за картину «Портрет старейших художников» (И. Н. Павлова, В. Н. Бакшеева, В. К. Бялыницкого-Бирули, В. Н. Мешкова) (1944)
2. Авилов, Михаил Иванович — за картину «Поединок на Куликовом поле» (1943)

Вторая степень — 50 000 рублей
1. Ефанов, Василий Прокофьевич — за картину «И. В. Сталин, К. Е. Ворошилов, В. М. Молотов у постели больного А. М. Горького» (1940—1944)
2. Иванов, Виктор Семёнович, Кокорекин, Алексей Алексеевич, Голованов, Леонид Фёдорович, Корецкий, Виктор Борисович — за серию военных плакатов
3. Пахомов, Алексей Фёдорович — за серию литографий «Ленинград в дни блокады» (1942—1944)
4. Ромадин, Николай Михайлович — за серию пейзажей «Волга — русская река» (1944)

### в. Скульптура
Вторая степень — 50 000 рублей
1. Азгур, Заир Исаакович — за скульптурные портреты дважды Героев Советского Союза А. И. Молодчего и А. И. Родимцева, Героя Советского Союза М. Ф. Сильницкого
2. Орлов, Сергей Михайлович — за скульптуру «Мать» (1943) и фарфоровые группы «Александр Невский» (1943—1944) и «Сказка» (1944)

### г. Архитектура
Первая степень — 100 000 рублей
1. Гельфрейх, Владимир Георгиевич, Рожин, Игорь Евгеньевич — за архитектурные проекты станции «Электрозаводская» и верхнего вестибюля станции «Новокузнецкая» Московского метрополитена имени Л. М. Кагановича

Вторая степень — 50 000 рублей
1. Душкин, Алексей Николаевич — за архитектурный проект станции «Завод имени Сталина» Московского метрополитена имени Л. М. Кагановича
2. Романовский, Иван Михайлович, инженер-подполковник, руководитель строительства, Арефьев, Александр Васильевич, Васильковский, Сергей Владимирович, архитекторы, — за создание генерального плана и большого числа домов жилого городка при заводе в городе Гурьев Казахской ССР (Гурьевский жилой городок)

### д. Театрально-драматическое искусство
Первая степень — 100 000 рублей
1. Кедров, Михаил Николаевич, постановщик, Прудкин, Марк Исаакович, исполнитель роли инженера Мехти-Ага Рустамбейли, Топорков, Василий Осипович, исполнитель роли Матвея Леонтьевича Мориса, Болдуман, Михаил Пантелеймонович, исполнитель роли Александра Гавриловича Майорова, Попова, Вера Николаевна, исполнительница роли Маргариты Феофановны, Эзов, Лазарь Давидович (посмертно), исполнитель роли Гулама Везирова — за спектакль «Глубокая разведка» А. А. Крона (Крейна), поставленный на сцене МХАТ имени М. Горького
2. Хмелёв, Николай Павлович (посмертно), постановщик, Дмитриев Владимир Владимирович, художник, Москвин, Иван Михайлович, исполнитель роли Фрола Федулыча Прибыткова, Тарасова, Алла Константиновна, исполнительница роли Юлии Павловны Тугиной, Шевченко, Фаина Васильевна, исполнительница роли Глафиры Фирсовны, — за спектакль «Последняя жертва» А. Н. Островского, поставленный на сцене МХАТ имени М. Горького
3. Завадский, Юрий Александрович — за постановку спектаклей «Нашествие» Л. М. Леонова, «Отелло» В. Шекспира, «Встреча в темноте» Ф. Ф. Кнорре на сцене МАДТ имени Моссовета
4. Лойтер Наум Борисович (Нохум Борухович), постановщик, Любан, Исаак Исаакович, композитор, Ильинский, Александр Константинович, исполнитель заглавной роли, Сергейчик, Тимофей Николаевич, исполнитель роли школяра Самохвальского, Молчанов, Павел Степанович, исполнитель роли, — за спектакль «Нестерка» В. Ф. Вольского (Зейделя), поставленный на сцене Второго Белорусского ГДТ (Витебск)

Вторая степень — 50 000 рублей
1. Зеркалова, Дарья Васильевна, исполнительница роли Элизы Дулитл, «Зубов, Константин Александрович, исполнитель роли доктора Хиггинса в спектакле Пигмалион» Б. Шоу, поставленном на сцене ГАМТ
2. Образцов, Сергей Владимирович — за выдающуюся работу в области кукольного театра
3. Волков (Зимнюков) Леонид Андреевич, Колесаев, Валентин Сергеевич, постановщики; Воронов, Иван Дмитриевич, исполнитель роли Караколя, Нейман Матвей Семёнович (Моисей Шебетьевич), исполнитель роли герцога де Маликорна, — за спектакль «Город Мастеров» Т. Г. Габбе, поставленный на сцене ЦДТ

### е. Оперное искусство
Первая степень — 100 000 рублей
1. Давыдова, Вера Александровна — за выдающиеся достижения в области оперного искусства и концертно-исполнительской деятельности
2. Даниэлян, Айкануш Багдасаровна — за исполнение партии Антониды в оперном спектакле «Иван Сусанин» М. И. Глинки и партии Маргариты Валуа в оперном спектакле «Гугеноты» Дж. Мейербера на сцене АрмАТОБ имени А. А. Спендиарова
3. Литвиненко-Вольгемут, Мария Ивановна — за выдающиеся достижения в области оперного искусства
4. Максакова, Мария Петровна — за выдающиеся достижения в области оперного искусства и концертно-исполнительской деятельности

Вторая степень — 50 000 рублей
1. Хайкин, Борис Эммануилович — за постановку оперы «Иоланта» П. И. Чайковского на сцене ЛМАТОБ
2. Кугушев, Георгий Иванович, постановщик, Дыбчо, Сергей Афанасьевич, исполнитель роли дьяка Акакия Плющихина, Емельянова, Полина Александровна, исполнительница роли мадам Нитуш, Викс, Мария Густавовна, исполнительница роли боярыни Свиньиной — маркизы де Курси, — за музыкальный спектакль «Табачный капитан» В. В. Щербачёва, поставленный на сцене Свердловского ТМК
3. Иванов Алексей Петрович — за исполнение заглавных партий в операх «Демон» А. Г. Рубинштейна и «Риголетто» «Дж. Верди, партии Чёрта в опере Черевички» П. И. Чайковского и партии Комиссара в опере «В огне» Д. Б. Кабалевского, поставленных на сцене ГАБТ

### ж. Балетное искусство
Первая степень — 100 000 рублей
1. Сергеев, Константин Михайлович, балетмейстер, — за многолетние выдающиеся достижения в области балетного искусства

Вторая степень — 50 000 рублей
1. Бурмейстер, Владимир Павлович, постановщик, Сорокина, Мария Сергеевна, исполнительница партий Лолы и Гюльнары, — за балетные спектакли «Лола» С. Н. Василенко и «Шехерезада» Н. А. Римского-Корсакова, поставленные на сцене МАМТ имени К. С. Станиславского и В. И. Немировича-Данченко
2. Ермолаев, Алексей Николаевич — за выдающиеся достижения в области балетного искусства
3. Тургунбаева, Мукаррам — за выдающиеся достижения в исполнении узбекских танцев

### з. Художественная кинематография
Первая степень — 100 000 рублей
1. Петров Владимир Михайлович, режиссёр, Гиндин, Михаил Ефимович, оператор, Дикий, Алексей Денисович, исполнитель заглавной роли, — за кинокартину «Кутузов» (1943), снятую на киностудии «Мосфильм»
2. Эйзенштейн, Сергей Михайлович, режиссёр, Москвин, Андрей Николаевич, оператор павильонных съёмок, Тиссэ, Эдуард Казимирович, оператор натурных съёмок, Прокофьев, Сергей Сергеевич, композитор, Черкасов, Николай Константинович, исполнитель заглавной роли, Бирман, Серафима Германовна, исполнительница роли Евфросиньи Старицкой, — за 1-ю серию кинокартины «Иван Грозный» (1944), снятую на киностудии «Мосфильм» и ЦОКС
3. Арнштам, Лео Оскарович, режиссёр, Шеленков, Александр Владимирович, оператор, Водяницкая, Галина Владимировна, исполнительница заглавной роли, — за кинокартину «Зоя» («1944), снятую на киностудии Союздетфильм»
4. Чиаурели, Михаил Эдишерович, режиссёр, Дигмелов (Дигмелашвили) Александр Давидович, оператор, Хорава, Акакий Алексеевич, исполнитель заглавной роли, Закариадзе Серго (Сергей Александрович), исполнитель роли князя Шадимана Бараташвили, Анджапаридзе Верико (Вера Ивлиановна), исполнительница роли Русудан, — за 2-ю серию кинокартины «Георгий Саакадзе» (1943), снятую на Тбилисской киностудии
5. Донской, Марк Семёнович, Ужвий, Наталия Михайловна, исполнительница роли Олёны Костюк, Алисова, Нина Ульяновна, исполнительница роли Пуси, — за кинокартину «Радуга» (1943), снятую на Киевской киностудии

Вторая степень — 50 000 рублей
1. Роом, Абрам Матвеевич, режиссёр, Ванин, Василий Васильевич, исполнитель роли Николая Сергеевича Фаюнина, Жаков, Олег Петрович, исполнитель роли Фёдора Ивановича Таланова, — за кинокартину «Нашествие» (1944), снятую на ЦОКС
2. Пырьев, Иван Александрович, режиссёр, Гусев Виктор Михайлович (посмертно), сценарист, Хренников, Тихон Николаевич, композитор, Самойлов, Евгений Валерианович, исполнитель роли Василия Ивановича Кудряшова, Любезнов, Иван Александрович, исполнитель роли Павла Демидова, Ладынина, Марина Алексеевна, исполнительница роли Вари Панковой, — за кинокартину «В шесть часов вечера после войны» (1944), снятую на киностудии «Мосфильм»
3. Ромм, Михаил Ильич, режиссёр, Волчек Бер (Борис) Израилевич, оператор, Кузьмина, Елена Александровна, исполнительница роли Татьяны Крыловой, Зайчиков, Василий Фёдорович, исполнитель роли Сергея Ивановича Карташёва, — за кинокартину «Человек № 217» (1944), снятую на «Мосфильме» и Ташкентской киностудии
4. Эрмлер, Фридрих Маркович (Бреслав Владимир Михайлович), режиссёр, Рапопорт Вульф (Владимир) Абрамович, оператор, Марецкая, Вера Петровна, исполнительница роли Прасковьи Ивановны Лукьяновой, — за кинокартину «Она защищает Родину» (1943), снятую на ЦОКС

### и. Хроникально-документальная кинематография
Первая степень — 100 000 рублей
1. Агапов Борис Николаевич, сценарист, Посельский, Иосиф Михайлович, режиссёр, Доброницкий, Виктор Васильевич, Хавчин, Абрам Львович, Цитрон Вульф Самуилович, операторы, — за кинокартину «Возрождение Сталинграда» (1944) производства ЦСДФ и Куйбышевской студии кинохроники
2. Райзман, Юлий Яковлевич, режиссёр, Климов, Аркадий Александрович, Медведев, Леонид Васильевич, Погорелый, Анатолий Иванович, операторы, — за кинокартину «К вопросу о перемирии с Финляндией» (1944) производства ЦСДФ и Ленинградской студии кинохроники

Вторая степень — 50 000 рублей
1. Афанасьев, Всеволод Иванович, Могилевский, Григорий Александрович,Сущинский, Владимир Александрович (посмертно), Школьников, Семён Семёнович, операторы, — за съёмки фронтовой кинохроники
2. Беляев, Василий Николаевич, режиссёр, Глидер, Михаил Моисеевич, Быков, Николай Владимирович (посмертно), Сухова, Мария Ивановна (посмертно), операторы, — за кинокартину «Народные мстители» (1943)
3. Згуриди, Александр Михайлович, режиссёр, Троянский, Глеб Александрович, Асмус, Виктор Николаевич, операторы, — за кинокартину «В песках Средней Азии» (1943)
4. Долин, Борис Генрихович, режиссёр, Кабалов, Григорий Александрович, оператор, — за кинокартину «Закон великой любви» (1944)

### к. Художественная проза
Первая степень — 100 000 рублей
1. Степанов Александр Николаевич — за роман «Порт-Артур» (1940—1941)
2. Шишков, Вячеслав Яковлевич (посмертно) — за роман «Емельян Пугачёв» (1938—1945)

Вторая степень — 50 000 рублей
1. Горбатов, Борис Леонтьевич — за повесть «Непокорённые» (1943)
2. Каверин (Зильбер) Вениамин Александрович — за роман «Два капитана» (1938—1944)
3. Василевская, Ванда Львовна — за повесть «Просто любовь» (1944)
4. Симонов Константин (Кирилл) Михайлович — за повесть «Дни и ночи» (1943—1944)

### л. Поэзия
Первая степень — 100 000 рублей
1. Кулешов, Аркадий Александрович — за поэму «Знамя бригады» (1943)
2. Сурков, Алексей Александрович — за общеизвестные песни и стихи «Песня смелых», «За нашей спиною Москва», «Песня о солдатской матери», «Песня защитников Москвы», «Бьётся в тесной печурке огонь…», «Победа», «В смертельном ознобе»
3. Твардовский, Александр Трифонович — за поэму «Василий Тёркин» (1941—1945)
4. Лозинский, Михаил Леонидович — за образцовый перевод в стихах «Божественной комедии» Данте Алигьери (1939—1945)

Вторая степень — 50 000 рублей
1. Антокольский, Павел Григорьевич — за поэму «Сын» (1943)
2. Гафур Гулям (Гулямов) — за сборник стихов «Иду с Востока» (1943)
3. Первомайский, Леонид Соломонович (Гуревич Илья Шлёмович) — за сборники стихов «День рождения» (1943) и «Земля» (1943)
4. Прокофьев, Александр Андреевич — за стихи «Россия», «Не отдадим!», «Клятва», «Застольная», «За тебя, Ленинград!»

### м. Драматургия
Первая степень — 100 000 рублей
1. Толстой, Алексей Николаевич (посмертно), д. ч. АН СССР, — за пьесу «Иван Грозный» (1943)

Вторая степень — 50 000 рублей
1. Маршак, Самуил Яковлевич — за пьесу «Двенадцать месяцев» (1943)

## Премии за 1945 год

### а. Музыка

#### I. Крупные музыкально-сценические и вокальные произведения (опера, балет, оратория, кантата)
Первая степень — 100 000 рублей
1. Прокофьев, Сергей Сергеевич — за балет «Золушка» (1944)

Вторая степень — 50 000 рублей
1. Капп, Эуген Артурович — за оперу «Огни мщения» (1945)
2. Караев, Кара Абульфаз оглы, Гаджиев, Ахмед Джевдет Исмаил оглы — за оперу «Вэтэн» («Родина») (1945)

#### II. Крупные инструментальные произведения
Первая степень — 100 000 рублей
1. Кабалевский, Дмитрий Борисович, профессор МГК имени П. И. Чайковского, — за 2-й квартет
2. Мясковский, Николай Яковлевич, профессор МГК имени П. И. Чайковского — за концерт для виолончели с оркестром

Вторая степень — 50 000 рублей
1. Лятошинский, Борис Николаевич, профессор КГК, — за Украинский квинтет (1945, вторая редакция)
2. Мурадели, Вано Ильич (Иван Мурадов) — за симфонию № 2

#### III. Произведения малых форм
Первая степень — 100 000 рублей
1. Свиридов, Георгий Васильевич — за трио для фортепиано, скрипки и виолончели (1945)

Вторая степень — 50 000 рублей
1. Гнесин, Михаил Фабианович, профессор, — за сонату-фантазию для фортепиано и струнных инструментов (1945)
2. Блантер, Матвей Исаакович — за песни «Под звёздами балканскими», «В путь-дорожку дальнюю», «Моя любимая», «В лесу прифронтовом»
3. Книппер, Лев Константинович — за серенаду для струнного оркестра

#### IV. Концертно-исполнительская деятельность
Первая степень — 100 000 рублей
1. Александров Александр Васильевич, дирижёр
2. Игумнов, Константин Николаевич, профессор МГК имени П. И. Чайковского, пианист

Вторая степень — 50 000 рублей
1. Свешников, Александр Васильевич, дирижёр
2. Чернецкий, Семён Александрович, профессор, дирижёр
3. Пакуль, Эльфрида Яновна, певица

### б. Живопись
Первая степень — 100 000 рублей
1. Налбандян, Дмитрий Аркадьевич — за портрет И. В. Сталина (1944—1945)
2. Пластов, Аркадий Александрович — за картины «Сенокос» (1945) и «Жатва» (1945)

Вторая степень — 50 000 рублей
1. Богородский, Фёдор Семёнович — за картину «Слава погибшим героям!» (1945)
2. Верейский, Георгий Семёнович — за серию портретов деятелей советской культуры

### в. Скульптура
Первая степень — 100 000 рублей
1. Мухина, Вера Игнатьевна — за скульптурный портрет академика А. Н. Крылова (1945)
2. Николадзе, Яков Иванович — за скульптурный портрет грузинского поэта-мыслителя Чахрухадзе (1944)

Вторая степень — 50 000 рублей
1. Вучетич, Евгений Викторович — за скульптурный портрет генерала армии И. Д. Черняховского (1945)

### г. Архитектура
Вторая степень — 50 000 рублей
1. Щусев, Алексей Викторович, Горбачёв, Николай Васильевич, Майзель, Сергей Осипович, Яковлев, Борис Иванович, скульптор, Федотов, Николай Данилович, конструктор, — за внутреннее архитектурное оформление Мавзолея В. И. Ленина

### д. Театрально-драматическое искусство
Первая степень — 100 000 рублей
1. Горчаков, Николай Михайлович, режиссёр, Болдуман, Михаил Пантелеймонович, исполнитель роли капитан-лейтенанта Виктора Ивановича Горбунова, Боголюбов, Николай Иванович, исполнитель роли капитана 3 ранга Бориса Петровича Кондратьева, Грибов, Алексей Николаевич, исполнитель роли старшего краснофлотца Соловцова, Готовцев, Владимир Васильевич, исполнитель роли контр-адмирала Белоброва, — за спектакль «Офицер флота» А. А. Крона (Крейна), поставленный на сцене МХАТ имени М. Горького
2. Хорава, Акакий Алексеевич, исполнитель роли Ивана Грозного, Васадзе, Акакий Алексеевич, исполнитель роли Василия Шуйского, Давиташвили, Георгий Михайлович, исполнитель роли Бориса Годунова, — за спектакль «Великий государь» В. А. Соловьёва, поставленный на сцене ГрГАДТ имени Ш. Руставели

Вторая степень — 50 000 рублей
1. Лобанов, Андрей Михайлович, режиссёр, Малюгин, Леонид Антонович, драматург, Орданская, Лариса Романовна, исполнительница роли Антонины Сергеевны Федотовой, Якут (Абрамович) Всеволод Семёнович, исполнитель роли Александра Зайцева, — за спектакль «Старые друзья» Л. А. Малюгина, поставленный на сцене МАДТ имени М. Н. Ермоловой
2. Михоэлс (Вовси) Соломон Михайлович, постановщик, Зускин, Вениамин Львович, исполнитель роли Бадхена, Тышлер, Александр Григорьевич, художник, — за спектакль «Фрейлехс» («Радость») З. Шнеера, поставленный на сцене ГОСЕТ

### е. Оперное искусство
Первая степень — 100 000 рублей
1. Хайкин, Борис Эммануилович, Шлепянов, Илья Юльевич, постановщики; Степанов, Владимир Павлович, дирижёр, Дмитриев Владимир Владимирович, художник, Преображенская, Софья Петровна, исполнительница партии Иоанны, — за оперный спектакль «Орлеанская дева» П. И. Чайковского, поставленный на сцене ЛАТОБ имени С. М. Кирова

Вторая степень — 50 000 рублей
1. Гулакян, Армен Карапетович, постановщик, Тавризиан, Михаил Арсеньевич, дирижёр, Тальян, Шара Мкртычевич, исполнитель заглавной партии, — за оперный спектакль «Аршак Второй» Т. Г. Чухаджяна, поставленный на сцене АрмАТОБ имени А. А. Спендиарова
2. Маргулян, Арнольд Эвадьевич, Преображенский, Александр Васильевич, дирижёры; Брилль, Ефим Александрович, постановщик, Азрикан, Арнольд Григорьевич, исполнитель заглавной партии, Киселевская, Наталья Ивановна, исполнительница партии Дездемоны, — за оперный спектакль «Отелло» Дж. Верди, поставленный на сцене СвАТОБ имени А. В. Луначарского

### ж. Балетное искусство
Первая степень — 100 000 рублей
1. Захаров, Ростислав Владимирович, балетмейстер, Файер, Юрий Фёдорович, дирижёр, Вильямс, Пётр Владимирович, художник, Уланова, Галина Сергеевна, Лепешинская, Ольга Васильевна, исполнительницы заглавной партии, Преображенский, Владимир Алексеевич, Габович, Михаил Маркович, исполнители партии Принца, Кригер, Викторина Владимировна, исполнительница партии Мачехи, — за балетный спектакль «Золушка» С. С. Прокофьева, поставленный на сцене ГАБТ
2. Ваганова, Агриппина Яковлевна — за выдающиеся достижения в области хореографического искусства

Вторая степень — 50 000 рублей
1. Лавровский (Иванов) Леонид Михайлович — за выдающиеся достижения в области хореографического искусства

### з. Художественная кинематография
Первая степень — 100 000 рублей
1. Эрмлер, Фридрих Маркович (Бреслав Владимир Михайлович), режиссёр, Чирсков, Борис Фёдорович, сценарист, Кольцатый Абрам Капелевич (Аркадий Николаевич), оператор, Суворов, Николай Георгиевич, художник, Державин, Михаил Степанович, исполнитель роли генерал-полковника Кирилла Степановича Муравьёва, Зражевский, Александр Иванович, исполнитель роли генерал-лейтенанта Ивана Анисимовича Пантелеева, — за кинокартину «Великий перелом» (1945), снятую на киностудии «Ленфильм»

Вторая степень — 50 000 рублей
1. Петров Владимир Михайлович, режиссёр, Яковлев, Владимир Тимофеевич, оператор, Егоров, Владимир Евгеньевич, художник, Тарасова, Алла Константиновна, исполнительница роли Елены Ивановны Кручининой, — за кинокартину «Без вины виноватые» (1945), снятую на киностудии «Мосфильм»
2. Гаджибеков, Узеир Абдул Гусейн оглы, автор либретто и композитор; Тахмасиб, Рза Аббас-кули оглы и Лещенко, Николай Михайлович, режиссёры; Бейбутов, Рашид Маджид оглы, исполнитель роли Аскера, Джаванширова (Бадирбейли) Лейла Агазар кызы, исполнительница роли Гюльчохры, Гусейн-заде Аликпер, исполнитель роли Султанбека, Абдуллаев Лютафали, исполнитель роли Вели, Минаввер Калантарлы, исполнительница роли Джаган-Халы, — за кинокартину «Аршин мал алан» (1945), снятую на Бакинской киностудии

### и. Хроникально-документальная кинематография
Первая степень — 100 000 рублей
1. Райзман, Юлий Яковлевич, Свилова, Елизавета Игнатьевна, режиссёры; Дементьев, Борис Михайлович, Мазрухо Леонид (Леон) Борисович, Панов, Иван Васильевич, Томберг, Владимир Эрнестович, Стояновский, Семён Абрамович (посмертно), операторы, — за кинокартину «Берлин» (1945) производства ЦСДФ
2. Зархи, Александр Григорьевич, Хейфиц, Иосиф Ефимович, Сеткина-Нестерова, Ирина Фроловна, режиссёры; Фролов Александр Иванович, Долгов, Николай Сергеевич, Климов, Аркадий Александрович, Сологубов, Андрей Иванович, Фомин, Сергей Николаевич, операторы, — за кинокартину «Разгром Японии» (1945) производства ЦСДФ

Вторая степень — 50 000 рублей
1. Копалин, Илья Петрович, режиссёр; Лебедев Алексей Алексеевич, Пумпянский, Борис Яковлевич (посмертно), Каспий, Даниил Александрович, операторы, — за кинокартину «Освобождённая Чехословакия» (1945)
2. Семёнов, Сергей Андреевич, Макасеев, Борис Константинович, Щекутьев, Александр Гаврилович, Монгловский, Юрий Викторович, операторы, — за кинокартину «Физкультурный парад 1945 года» (1945)

### к. Художественная проза
Первая степень — 100 000 рублей
1. Фадеев, Александр Александрович — за роман «Молодая гвардия» (1945)
2. Айбек — за роман «Навои» (1945)

Вторая степень — 50 000 рублей
1. Катаев, Валентин Петрович — за повесть «Сын полка» (1945)
2. Упитс Андрей Мартынович — за роман «Земля зелёная» (1945)

### л. Поэзия
Первая степень — 100 000 рублей
1. Исаакян, Аветик Саакович — за стихотворения «Моей Родине», «Великому Сталину», «Бранный клич», «Сердце моё на вершинах гор», «Наша борьба», «Вечной памяти С. Г. Загияна»
2. Колас, Якуб (Мицкевич Константин Михайлович) — за стихотворения «Майские дни», «Дорогой славы», «Салар», «Родной путь», «Моему другу», «На запад», «Голос земли»

Вторая степень — 50 000 рублей
1. Бажан Микола (Николай Платонович) — за поэму «Даниил Галицкий» (1942), стихотворение «Клятва» (1941), цикл стихов «Сталинградская тетрадь» (1943)
2. Инбер (Шпенцер) Вера Михайловна — за поэму «Пулковский меридиан» (1943) и «Ленинградский дневник» (проза; 1946)

### м. Драматургия
Первая степень — 100 000 рублей
1. Лавренёв, Борис Андреевич — за пьесу «За тех, кто в море!» (1945)

Вторая степень — 50 000 рублей
1. Соловьёв Владимир Александрович — за пьесу «Великий государь» (1945)